# Puzdrowizna (wieś)
Puzdrowizna – wieś w Polsce, położona w województwie mazowieckim, w powiecie ostrowskim, w gminie Brok.
W latach 1975–1998 miejscowość administracyjnie należała do województwa ostrołęckiego.
Wierni kościoła rzymskokatolickiego należą do parafii św. Andrzeja Apostoła w Broku.

## Miejscowości o nazwie Puzdrowizna w gminie Brok
W gminie Brok istnieją trzy miejscowości podstawowe o nazwie Puzdrowizna, w tym 1 wieś i 2 osady leśne. Niniejszy artykuł dotyczy wsi Puzdrowizna, która posiada identyfikator SIMC 0507147. Pierwsza osada leśna Puzdrowizna posiada identyfikator SIMC 0507093. Druga osada leśna Puzdrowizna posiada identyfikator SIMC 1057338.